# Малігон Анна Миколаївна
Малігон Анна Миколаївна (4 червня 1984) — українська поетеса, письменниця. Членкиня Національної спілки письменників України.

## Життєпис
Народилася у 1984 році в місті Конотопі Сумської області.
Вихованка конотопської літературної студії «Джерела».
Закінчила Ніжинський державний університет імені Миколи Гоголя, згодом — з відзнакою магістратуру Інституту філології КНУ імені Тараса Шевченка. За фахом — філолог.
У 2004 році прийнята до Київської організації Національної спілки письменників України, з 2011 — член Ради НСПУ.
Мешкає в Києві.

## Творча діяльність
Поетичні та прозові твори опублікувала у багатьох українських та міжнародних літературних альманах, антологіях, збірниках («Дві тони...», «Літпошта», «Червоне і чорне» та ін.), журналах (зокрема, «Березіль», «Вітчизна», «ШО», «Кур'єр Кривбасу», «Форбс»), періодиці.
Вірші перекладалися російською, болгарською, польською, чеською, грузинською, румунською, англійською, французькою та іспанською мовами.
Брала участь у нарадах творчої молоді (Коктебель, 2002 р., Ірпінь, 2002–2008 рр).

Авторка близько 10 книжок, серед яких збірки поезії, проза для дітей та дорослих. Сергій Жадан у післяслові до збірки «Розарій» пише:
«Метафори в цій книжці загалом точні й глибокі — «і складає свій одяг так, як складають вірш». Точність і глибина роблять голос оповідачки сильним і впізнаваним. Твердість цього голосу, твердість металу й каменю, разом із тим, поєднує в собі м’якість і пластичність. З цим і лишається читач «Розарію» — з відчуттям потоку, потоку слів і потоку хвилин, з відчуттям дотичності до речей подібних і відмінних, до голосів, що марно окликають одне одного посеред шляху, в спробі зрозуміти, де саме їм випало зупинитись і куди їм рухатися далі».

## Книги
- Дзвінок у двері : [поезія]. — К. : Гопак, 2003.
- Переливання крові: [поезія]. — К. : Зелений пес, 2012.
- Покинутим кораблям: [поезія]. — К. : Смолоскип, 2012.
- Первісний дощ: [поезія]. — К. : «Преса України», 2013.
- Навчи її це робити: [роман]. — Харків : Клуб сімейного дозвілля, 2013.
- Чарівний альбом Кароліни: [повість для дітей]. — Харків : Клуб сімейного дозвілля, 2015.
- Burnt skin: [поезія]. — New Yourk : Undeground books, 2016.
- Розарій: [поезія]. — Львів : Видавництво Старого Лева, 2020.

## Премії та відзнаки
Лауреат низки обласних всеукраїнських та міжнародних конкурсів: «Молоде вино» (2001); «Гранослов» (2002); «Культреванш», «Спробуй» (2004); «Любіть Україну» (2005); «Смолоскип» (2005, 2006, 2011).
Лауреат премій «Благовіст» (2012), «Ватерлінія»(2012), міжнародної україно-німецької премії імені Олеся Гончара (2009).

## Особисте життя
Виховує сина Богдана (2006 року народження).